# Stefan Schwartz
Stefan Schwartz (1 de maig de 1963) és un guionista, director, i actor anglocanadenc més conegut pel llargmetratge Com peix a l'aigua (Shooting Fish) i pel seu treball en les sèries de la BBC Spooks i Luther, a les sèries d'AMC The Walking Dead i Fear the Walking Dead, i també a de Showtime Dexter.

## Filmografia

### Com a director
- Soft Top, Hard Shoulder
- Giving Tongue
- Com peix a l'aigua (Shooting Fish)
- The Abduction Club
- The Best Man
- Hustle
- Spooks/MI-5
- Crash
- Trial & Retribution
- Luther (2010)
- Camelot (2011)
- Dexter (2011–13)
- Being Human (2011)
- House (2012)
- White Collar (2012–13)
- Jo (2012)
- The Walking Dead (2012)
- Revenge (2012)
- Low Winter's Sun (2013)
- Those Who Kill (2013)
- Black Sails (2013)
- The Americans (2014–15) (2016) (2018)
- The Bridge (2014)
- Flesh and Bone (2014)
- Power (2014) (2017)
- Black Sails (2015)
- Fear the Walking Dead (2015–16)
- Power (2016)
- Fear the Walking Dead - tres episodis (2017)
- Us (2017) – llargmetratge
- Nightflyers (2018)
- Pearson (2018)
- NOS4A2 (2019)
- The Boys (2018) (2019)
- The Fortunate Son - pilot (2019)